# Heinrich Turck
Heinrich Turck (* 14. oder 21. Dezember 1607 in Goch; † 19. November oder 9. Dezember 1669 in Trier) war ein deutscher Historiker, Annalist und Jesuit.

## Leben
Der 1607 in Goch geborene Heinrich Turck entstammte einer seit dem 13. Jahrhundert nachweisbaren westfälischen Adelsfamilie und trat 1625 in Köln bei den Jesuiten ins Noviziat ein. Nach Absolvierung seiner philosophischen und theologischen Studien wurde Turck von 1644 bis 1648 Minister im Paderborner Jesuitenkolleg, wo er mit der Arbeit an umfassenden Annalen begann. Ab dem 13. November 1650 wurde er Rektor im Trierer Jesuitenkolleg und am 17. November 1664 Vizerektor in Haus Geist im Münsterland. Vom 9. August 1666 bis zu seinem Tod 1669 wurde Turck erneut Rektor in Trier.
Turcks Hauptwerk umfasst die über mehrere Jahrzehnte entstandene historische Darstellung der niederrheinisch-westfälischen Ordensprovinz der Jesuiten, Annales seu primae origines provinciae nostrae Rheni inferioris ab mundo condito usque ad 1650, 7 umfangreiche Bände in-4°, in denen er viele ungedruckte Quellen aus Archiven und Bibliotheken verwendete. Turck verstand seine nicht vollständig publizierten Annalen in erster Linie als Quelle für künftige Historiker, wie beispielsweise seinen Ordensbruder Friedrich von Reiffenberg, der ihn ausführlich zitierte, oder auch Gottfried Wilhelm Leibniz.